# 209 (numero)
Duecentonove è un numero naturale che succede al 208 e precede il 210.

## Proprietà matematiche
- È un numero dispari.
- È un numero composto con quattro divisori: 1, 11, 19 e 209. Poiché la loro somma, escluso il numero stesso, vale 31<209, è un numero difettivo.
- È un numero semiprimo, cioè ha soltanto due fattori primi distinti.
- È un numero altamente cototiente.
- È un numero di Harshad, essendo divisibile per la somma delle sue cifre.
- È un numero colombiano nel sistema numerico decimale.
- È un numero di Ulam.
- È un numero malvagio.
- Può essere espresso in due modi diversi come differenza di due quadrati: 209=152-42=1052-1042.
- 209=16+25+34+43+52+61.
- È parte delle terne pitagoriche (120, 209, 241), (209, 1140, 1159), (209, 1980, 1991), (209, 21840, 21841).
- È un numero palindromo nel sistema di numerazione posizionale a base 6 (545), a base 9 (252) e in quello a base 13 (131).
- È un numero di Perrin.

## Astronomia
- 209P/LINEAR è una cometa periodica del sistema solare.
- 209 Dido è un grosso asteroide della fascia principale del sistema solare.

## Astronautica
- Cosmos 209 è un satellite artificiale russo.

## Altri ambiti
- È la massa, espressa in UMA, dell'unico isotopo stabile del bismuto, il bismuto 292. È il più pesante nuclide stabile esistente.
- La classe U-209 è una famiglia di sottomarini elettrodiesel prodotti dalla Howaldtswerke-Deutsche Werft.